# Sleep Walk
Sleep Walk — инструментальная пьеса, написанная и исполненная дуэтом Санта (род. 1937) и Джонни Фарина (род. 1941) в стиле «гитарный рок» в 1959 году.
Майк Ди играл на ударных.
При записи использовалась steel guitar / Hawaiigitar.
Первоначально выпущена на «сорокопятке».
Существует «версия с текстом».
Заняла в 1959 году 22-е место в чартах в Великобритании, 10-е — в Австралии, 3-е — в Италии.
Пьеса полюбилась как слушателям, так и исполнителям. При своей кажущейся простоте она требует виртуозности владением инструментом.
Подобно блюзовым стандартам она «предполагает» импровизации во время исполнения, что и продемонстрировали как известные исполнители, так и множество малоизвестных музыкантов.
Композиция считается классикой гитарной музыки. «The Shadows», Джефф Бек и другие группы неоднократно исполняли её.
Пьесу также исполнил Джо Сатриани на альбоме «Strange Beautiful Music» (альбом выпущен 25 июня 2002).
Пьесу можно услышать на целом ряде звуковых дорожек к фильмам, таким как Charlie’s Angels: Full Throttle.
«Sleep Walk» вдохновила участников группы Fleetwood Mac по заявлению лидера группы Питера Грина на создание их хита 1968 года «Albatross».